# Halictus radoszkowskii
Halictus radoszkowskii är en biart som beskrevs av Joseph Vachal 1902. Halictus radoszkowskii ingår i släktet bandbin, och familjen vägbin. Inga underarter finns listade i Catalogue of Life.